# Prezident Samosadkin
Prezident Samosadkin (Президент Самосадкин) è un film muto del 1924 diretto da Michail Verner.